# Bartłomiej Fernandes od Męczenników
Bartłomiej Fernandes od Męczenników, również Bartłomiej z Bragi, właściwie port. Bartolomeu Fernandes dos Mártires (ur. 3 maja 1514 w Lizbonie, zm. 16 lipca 1590 w Viana do Castelo) – portugalski dominikanin, biskup i arcybiskup Bragi, filozof i teolog, święty Kościoła rzymskokatolickiego.
Ochrzczony został w parafialnym kościele pod wezwaniem Najświętszej Maryi Panny od Męczenników (Mariae de Martyribus) i stąd pochodzenie jego imienia Martyribus - od Męczenników. W 1528 roku wstąpił do zakonu dominikanów i 20 listopada 1529 złożył śluby zakonne. Po ukończeniu studiów (1538) zaczął wykładać w Kolegium św. Dominika w Lizbonie, a od 1540 przez kilkanaście lat wykładał teologię w Batalha. Następnie został wychowawcą królewskim na dworze w Évora, a później przeorem jednego z klasztorów w Lizbonie (1557-1558). W 1558 został mianowany arcybiskupem Bragi. Święcenia biskupie otrzymał w kościele św. Dominika w Lizbonie 3 września 1559 roku wziął udział w soborze trydenckim (1545-1563). Z jego rad korzystali papież Pius IV i kardynał Karol Boromeusz. Zwołał lokalne synody w 1564 i 1567 roku, aby wprowadzać w życie postanowienia soboru z Trydencie. Rozpoczął budowę seminarium w Campo da Vinha (Braga).
Nadzorował wydanie w języku portugalskim katechizmów, dekretów soboru trydenckiego i innych publikacji. Jest autorem 32. dzieł m.in. Stimulus Pastorum oraz wielu innych prac, z których nie wszystkie zachowały się do naszych czasów.
W 1582 roku zrezygnował z urzędu arcybiskupa i przeniósł się do klasztoru Świętego Krzyża w Viana do Castelo. Zmarł tam, mając 76 lat w opinii świętości.
Papież Grzegorz XVI ogłosił go czcigodnym 23 marca 1845 roku. Beatyfikował go papież Jan Paweł II w dniu 4 listopada 2001 roku.
5 lipca 2019 roku papież Franciszek zatwierdził opinię wyrażoną przez kardynałów i dokonał kanonizacji równoważnej portugalskiego dominikanina. 
Patron Światowych Dni Młodzieży 2023. 